# دان بورینکا
دان بورینکا (به انگلیسی: Dan Burincă) ژیمناست زادهٔ ۱۷ ژوئن ۱۹۷۲ میلادی اهل کشور رومانی است.